# 山口神社 (和歌山市)
山口神社（やまぐちじんじゃ）は、和歌山県和歌山市谷に鎮座する神社。鎮座地は和泉山脈の南麓、和泉国から紀伊国へと抜ける雄ノ山峠近くに位置する。社域の中心には向かって左（西側）の日吉神社と右の春日神社が並立するが、日吉神社を本社とする。旧村社。

## 祭神
伊久津姫命（いくつひめのみこと）を主祭神に、国常立命、国狭槌命、惶根命、伊弉冊命、正哉吾勝勝速日天忍穂耳命、天津彦火瓊々杵命を配祀する。
主祭神である伊久津姫命がどのような女神かは不詳であるが、古くから安産の神として信仰されて来たという。

## 由緒
社伝によれば、平安時代初めには既に創建されており、平城天皇の熊野行幸の時に勅使を立てて社殿を拡大したという。また、付近には坂上田村麻呂の墓という「将軍塚」や、田村麻呂の5世の孫という坂上五郎の居城跡と伝わる場所があるなど田村麻呂に纏わる伝承も多く、坂上氏の一族が戦勝を祈願して祭礼を行ったという伝承もある。『紀伊続風土記』は祭神である伊久津姫命に着目し、証拠は乏しいと断りつつ、当神社は『延喜式神名帳』紀伊国名草郡に載せる「伊久比売神社」、『紀伊国神名帳』に載せる「従四位上 伊久比売神」であり、後に浮屠氏（僧侶）が別当となって神名を改めたり他神を合祀したために、本来の姿を失ったのであろうと疑っている。社伝によれば、熊野街道沿いに位置するために、熊野詣の上皇や女院がしばしば立寄ったといい、応安6年（1373年）には在地山口荘の地頭職であったと見られる山口明教により、地頭給田の中から「理趣三昧田」（神社で修する理趣三昧会の費用に充てる料を供出する田地）として1段（360坪、およそ12アール）が寄進されている。
天正13年（1585年）、豊臣秀吉の紀州攻めにおいて根来寺等とともに兵火に罹って社殿、宝物、古縁起が灰燼に帰し、多かった神田も悉く没収されたが、豊臣秀長によって神領25石が寄進されて、慶長4年頃（16～17世紀の交）から再建にかかり、その後和歌山城の鬼門の守護神として藩主である浅野氏や紀州徳川氏からの援助を受けて近辺随一の結構となったといい、その後の江戸時代を通じては社領2石を有するに過ぎなかったものの、「森樹蓊鬱として宮居粛整」たる大社の面影を遺していたという。また、当時は「日吉春日神社」と称されて、周辺6箇村の産土神とされた。
明治維新を迎えると社名を「日吉神社」と改めて村社に列し、1909年（明治42年）には周辺（旧山口村）の無格社を合祀、社名も「山口神社」に改称した。現在の氏子地域は和歌山市山口西、別所、落合、藤田、上黒谷、谷、湯屋谷、平岡、里、中筋日延の10部落である。

## 祭祀
社伝によれば、延暦年中（8世紀末から9世紀初）に凶賊を退治に来た坂上田村麻呂の送迎にあたった者が、「十番頭」と称して祭礼における重要な役を勤め、以後その職が引き継がれて江戸時代までは続いていたという。また、かつては神輿渡御や騎馬行列も行われたが、天正の兵火に罹って以後いつしか中絶した。その他、古来境内に「霊烏（れいう）」と称する雌雄2羽の烏が常棲し、よく吉凶を前示したという伝承がある。その伝えによると、江戸時代には毎月朔日に「朔幣講（さくへいこう）」という村長が集まって祭事を行い宴席を設ける習わしがあり、その際にはこの霊烏にも飯を捧げ、五穀豊穣が約束されていれば速やかに来たってそれを喰むが、天災や変事のある時には決して喰むことはなかったために、それを以て吉凶を判じたといい、また、当神社に祈願する者も霊烏に御供を捧げ、それを喰むかどうかで応験の有無を判じたという（これらを「鳥ノ飯」と称したという）。

### 祠官
近世には紀伊国造家の分家である紀越後氏が勤めていた。

## 境内社
春日神社
本社の東に並立し、経津主命、武甕槌命、天児屋根命、比売神の春日四神を祀る。由緒不明。
他に、布魂神社、八幡神社、大年神社がある。

## 社殿
日吉神社の本殿は三間社流造で3扉を持ち、春日神社は二間社流造で2扉を持つ。両神社ともに同規模の結構で、高欄付きの縁（大床）を3方に廻らすが脇障子を構えて背面は略し、屋根は銅板葺、千木・鰹木を置く。他に庁殿、神饌所等がある。